# گمینا گاروولین
گمینا گاروولین (به لهستانی:  Gmina Garwolin) یک گمینا در لهستان است که در شهرستان گاروولین واقع شده‌است. گمینا گاروولین ۱۳۶ کیلومتر مربع مساحت و ۱۱٬۹۱۹ نفر جمعیت دارد.